# Canottieri Lecco Sezione Calcio 1927-1928
Questa pagina raccoglie le informazioni riguardanti la Canottieri Lecco Sezione Calcio nelle competizioni ufficiali della stagione 1927-1928.

## Stagione
Nella stagione 1927-1928 la Canottieri Lecco ha disputato il girone C del campionato di Prima Divisione Nord, piazzandosi in nona posizione con 14 punti in classifica.

## Rosa
| N. |                   | Ruolo | Calciatore              |
| -- | ----------------- | ----- | ----------------------- |
|    | Italia (bandiera) | P     | Andrea Dino Cima        |
|    | Italia (bandiera) | P     | Eugenio Guarisco        |
|    | Italia (bandiera) | D     | Carlo Bolis             |
|    | Italia (bandiera) | D     | Giovanni Lanfritto      |
|    | Italia (bandiera) | D     | Motta                   |
|    | Italia (bandiera) | D     | Francesco Saverio (III) |
|    | Italia (bandiera) | D     | Giovanni Saverio (IV)   |
|    | Italia (bandiera) | C     | Orlando Bocchi          |

| N. |                   | Ruolo | Calciatore             |
| -- | ----------------- | ----- | ---------------------- |
|    | Italia (bandiera) | C     | Marco Lietti           |
|    | Italia (bandiera) | C     | Oreste Moretti         |
|    | Italia (bandiera) | C     | Vassena                |
|    | Italia (bandiera) | A     | Arnaldo Aliverti (III) |
|    | Italia (bandiera) | A     | Aldo Alvisi            |
|    | Italia (bandiera) | A     | Marino Branduardi      |
|    | Italia (bandiera) | A     | Angelo Pedrazzini      |
|    | Italia (bandiera) | A     | Romeo Vergottini       |